# Saulo Mineiro
Saulo Mineiro, pseudonimo di Saulo Rodrigues da Silva (Uberlândia, 17 giugno 1997), è un calciatore brasiliano, attaccante dello Shanghai Shenhua.

## Caratteristiche tecniche
È un centravanti.

## Carriera
Cresciuto nel settore giovanile dell'Uberlândia, ha trascorso i primi anni di carriera giocando prevalentemente nel Campionato Mineiro, Goiano e Carioca ed in Série D, fino alla chiamata del Ceará nel 2020. Debutta nel Brasileirão il 25 ottobre in occasione dell'incontro vinto 2-1 contro il Coritiba.

## Palmarès

### Club

#### Competizioni nazionali
- Supercoppa di Cina: 1

Shanghai Shenhua: 2025

#### Competizioni statali
- Copa do Nordeste: 2

Ceará: 2020, 2023
- Campionato Cearense: 1

Ceará: 2024